# Odanah
Odanah is een plaats (census-designated place) in de Amerikaanse staat Wisconsin, en valt bestuurlijk gezien onder Ashland County.

## Demografie
Bij de volkstelling in 2000 werd het aantal inwoners vastgesteld op 254.

## Geografie
Volgens het United States Census Bureau beslaat de plaats een oppervlakte van 4,1 km², waarvan 4,0 km² land en 0,1 km² water. Odanah ligt op ongeveer 186 m boven zeeniveau.

## Plaatsen in de nabije omgeving
De onderstaande figuur toont nabijgelegen plaatsen in een straal van 36 km rond Odanah.